# Duarte Coelho
Duarte Coelho Pereira (Porto, ca. 1485 – Lisboa, 7 de agosto de 1554) foi um navegador, fidalgo e militar português. Foi o primeiro capitão-donatário da Capitania de Pernambuco, e fundador de Olinda.
Era casado com Brites de Albuquerque, sobrinha de Afonso de Albuquerque e oriunda de uma das mais poderosas famílias de Portugal, tendo sido esse o núcleo inicial da nobreza da terra no Brasil.

## Biografia
Era filho bastardo da antiga família dos Coelhos, da nobreza agrária do Entre-Douro e Minho. Sem ter um lar organizado, teria sido criado por uma tia materna que era Prioresa do Mosteiro de Vila Nova de Gaia. Seu pai era Gonçalo Coelho, escrivão da Fazenda Real, navegador e explorador que comandou as expedições portuguesas que partiram para o Brasil em 1501 e 1503, ambas confiadas a Américo Vespúcio, e a última na companhia do então jovem Duarte Coelho. Sua mãe era Catarina Anes Duarte, uma plebeia.
Em 1506 seguiu para a Índia na armada de D. Fernando Coutinho.
Entre 1516 e 1517 foi Embaixador no Sião e visitou ainda a China, Vietnã, Indonésia e Tailândia. Em 1521 construiu a Igreja de Nossa Senhora do Oiteiro em Malaca.
Ao regressar a Portugal, em 1529, foi nomeado por D. João III embaixador extraordinário na França. Nesse mesmo ano parte com a missão de fiscalizar portos e fortificações na África e patrulhar o mar de Açores. 

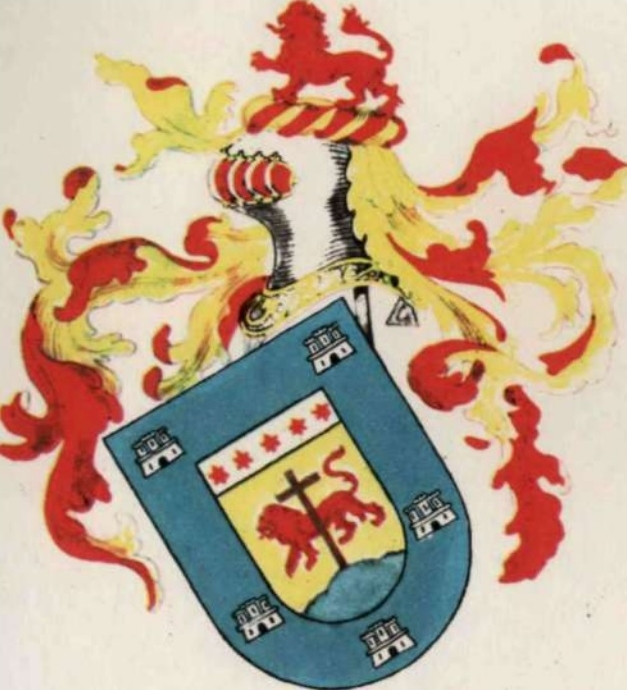
O brasão de Duarte Coelho.

Em 1532 recebeu o comando da frota encarregada de afastar os franceses do litoral brasileiro. Pelos seus serviços recebeu, em 10 de março de 1534, a doação de 60 léguas de costa no Brasil, nos atuais estados de Pernambuco e Alagoas, a Capitania de Pernambuco, ou Nova Lusitânia.
Chegando à Feitoria de Pernambuco em 9 de Março de 1535, vinha acompanhado da mulher, Brites de Albuquerque, do cunhado Jerônimo de Albuquerque, e alentada parentela, além de famílias do Norte de Portugal. Vinham tentar a sorte no desenvolvimento da agroindústria canavieira.
A história diz que desembarcou às margens do Canal de Santa Cruz, onde havia um núcleo de povoamento no Porto dos Marcos. Avançou até a foz do rio Igarassu onde fundou a povoação do mesmo nome e travou lutas com os índios. Construiu a Igreja dos Santos Cosme e Damião, a primeira do Brasil, dando a administração da povoação a Afonso Gonçalves, e seguiu para o sul. 

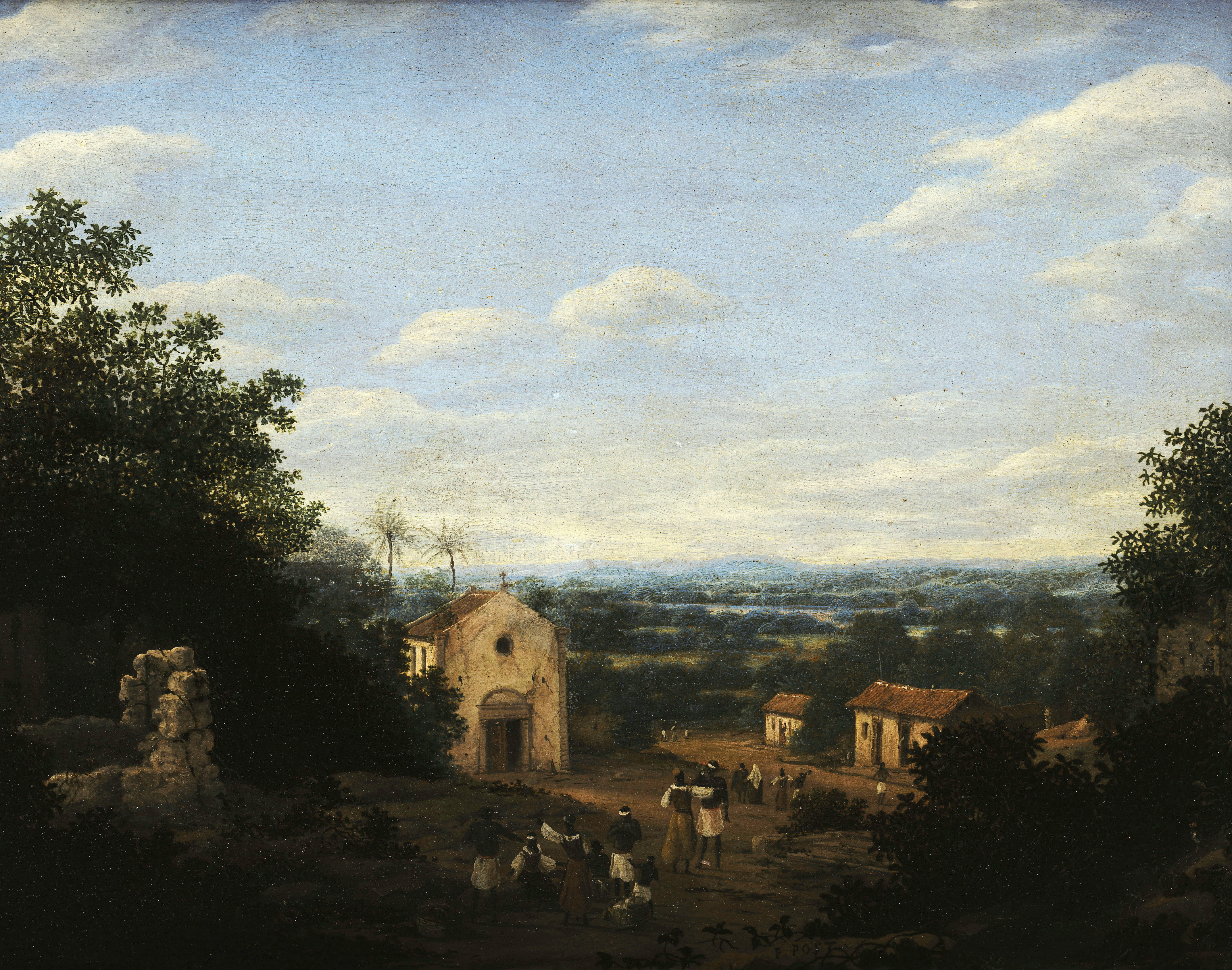
A Vila de Igarassu, com a Igreja dos Santos Cosme e Damião, pintado por Frans Post em 1640.

Com ajuda de Vasco Fernandes de Lucena, que ali vivia com os tabajaras, em 1537 elevou à categoria de vila a povoação de Olinda, que havia surgido em 1535 no local da aldeia indígena de Marim dos Caetés. A beleza do local era grande, sobretudo do alto, com ampla visão do oceano. Diz a lenda que o donatário teria exclamado: "Ó linda situação para fundar uma vila!". A povoação foi elevada a vila, recebendo este nome, aos 12 de março de 1537.
A tribo Marim dos caetés era a mais belicosa da região, por este motivo Duarte Coelho aliou-se a eles. Escravizou no seu lugar as tribos da região de Sergipe. Conseguiu consolidar a capitania, cultivando cana-de-açúcar, instalando os primeiros engenhos de açúcar, tabaco e algodão.
Muitas foram as lutas entre os índios, Duarte Coelho e os colonos. Após a união de seu cunhado Jerônimo de Albuquerque com a filha do cacique Arcoverde dos tabajaras, batizada Maria do Espírito Santo Arcoverde, os conflitos com os indígenas cessaram. Conseguida a paz, restou a preocupação com os franceses, o que levou Duarte Coelho a enviar embarcações ao longo da costa e dar início ao desbravamento do rio São Francisco.

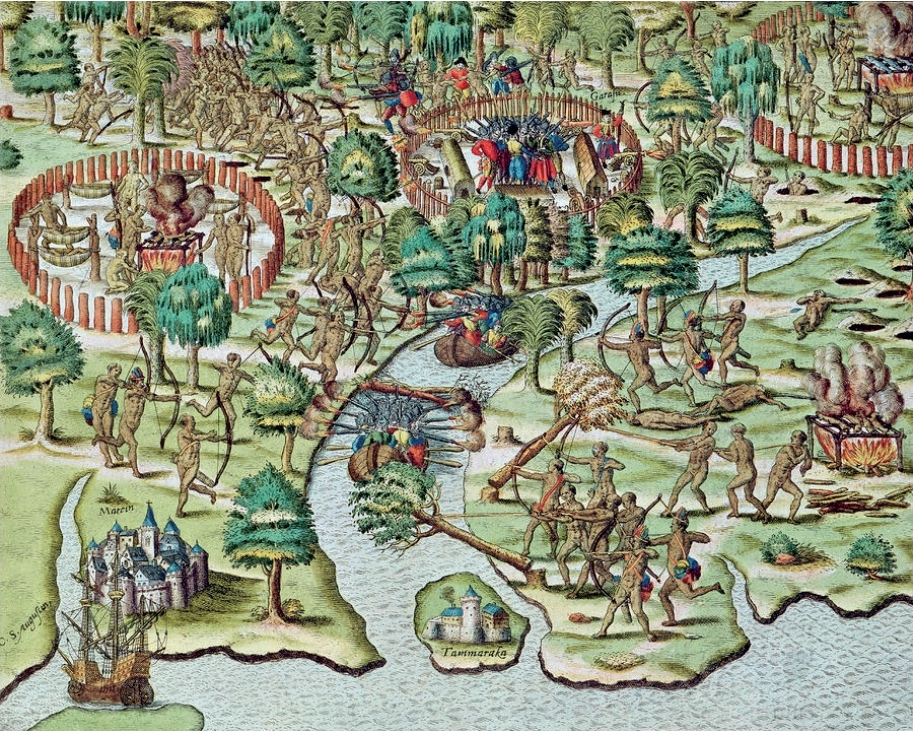
Gravura de Theodore de Bry representando os “cercos de Igarassu” em Pernambuco no ano de 1549, descrito por Hans Staden. Na parte inferior, o Castelo de Duarte Coelho à esquerda e a Feitoria da Ilha de Itamaracá à direita. Várias cenas de antropofagia são descritas.

Coube-lhe a implantação, de forma sistemática, das bases da indústria do açúcar. Para isso trazia novas técnicas de fabrico do produto, pois o acompanhavam mestres especializados da Ilha da Madeira. E, sobretudo, garantira capital judeu e protestante neerlandês, oriundo do tráfico de escravos, para o financiamento do empreendimento. Bom organizador, procurou fixar os colonos criando engenhos, importando negros da Guiné, dominando as tribos rebeldes e protegendo as amigas. Sob a sua orientação Pernambuco prosperou economicamente, com base em famílias burguesas e da pequena nobreza no Norte de Portugal.
Pelos muitos serviços, foram-lhe concedidas Armas Novas por Carta de D. João III de Portugal de 6 de Julho de 1545: de ouro, com um leopardo passante de púrpura, acompanhado à direita de uma cruzeta de negro, sustida de um monte de verde em ponta, chefe de prata carregado de cinco estrelas de seis raios de vermelho, alinhadas em faixa, bordadura de azul carregada de cinco castelos cobertos de prata, abertos, iluminados e lavrados de negro; timbre: o leopardo do escudo.

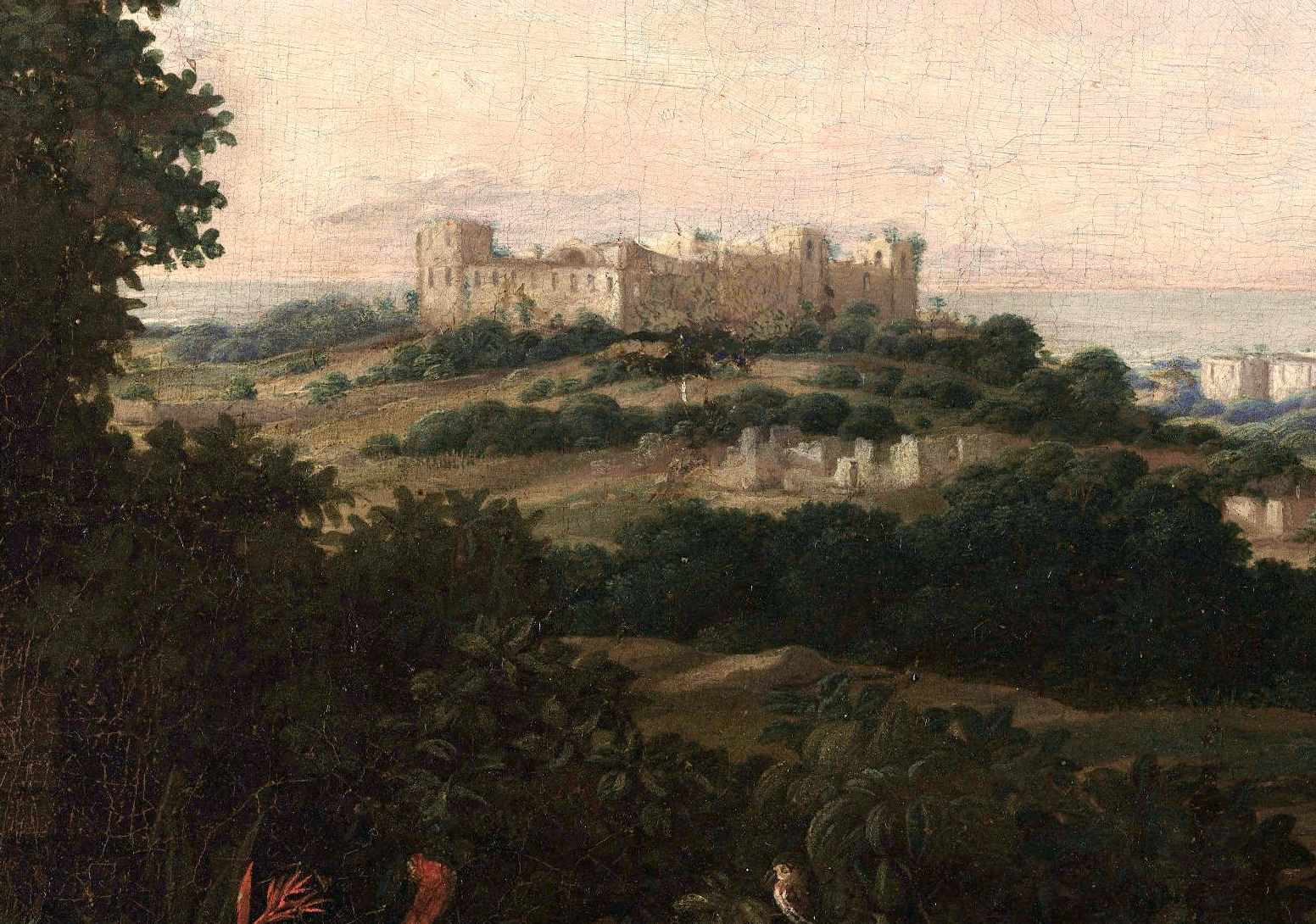
Ruínas do antigo Castelo de Duarte Coelho, primeira casa-forte do Brasil.

Desde 1549, o Brasil era administrado por um Governador-Geral. Os donatários passaram a prestar-lhe contas, como representante do Rei. A sede do Governo-Geral era Salvador, na Bahia. Em 24 de Novembro de 1550, porém, Duarte Coelho foi isentado da jurisdição do primeiro Governador-Geral Tomé de Sousa, defendendo a autonomia conferida pela carta de doação de sua capitania, que denominava Nova Lusitânia.
Em 1554, retornou doente a Portugal, onde morreu, deixando o mando a sua mulher Dona Brites de Albuquerque. Havia gerido sua capitania durante quase 20 anos. À época de sua morte, dois de seus filhos estudavam em Portugal e não vieram de imediato ao Brasil. Quando chegaram, pouco ajudaram na administração da propriedade. D. Brites, então, teve que assumir o governo da capitania, com a ajuda de seu irmão, Jerônimo de Albuquerque.
Afinal, a partir de 1560, Duarte Coelho foi sucedido por seus dois filhos Duarte Coelho de Albuquerque e Jorge de Albuquerque Coelho. No entanto, Jorge regressou a Portugal em 1565, e Duarte, em 1572. Ambos foram incorporados à armada do rei D. Sebastião, que avançava sobre a África. Ambos foram gravemente feridos após a Batalha de Alcácer-Quibir, em 4 de Agosto de 1578, e nunca retornaram ao Brasil. O último donatário da capitania na sua família será Duarte de Albuquerque Coelho (1591-1658), filho de Jorge.